# Lista de instituições de ensino superior do México
Esta é uma lista de universidades do México
- Instituto Politécnico Nacional
- Universidade Nacional Autónoma do México (UNAM) - Universidade Nacional
- Universidad Autónoma Metropolitana (UAM)
- Universidad La Concordia, Aguascalientes
- Centro de Investigación e Docencia Económicas (CIDE)
- Centro Nacional de Investigación y Desarrollo Tecnológico (CENIDET)
- Kirjner Business School A.C. (Kirjner Institute)
- Instituto Tecnológico de Tijuana
- Instituto Tecnológico de Acapulco
- Instituto Tecnológico de Apizaco
- Instituto Tecnológico de Comitán
- Instituto Tecnológico de Culiacán
- Instituto Tecnológico de Durango
- Instituto Tecnológico de Ciudad Madero
- Instituto Tecnológico de Hermosillo
- Instituto Tecnológico de Linares
- Instituto Tecnológico de Sonora
- Instituto Tecnológico Superior de Irapuato
- Instituto Tecnológico de Istmo
- Instituto Tecnológico de Villahermosa
- Instituto Tecnológico Superior de Zacapoaxtla
- Instituto Tecnológico de Zacatecas
- Instituto Tecnológico de Villahermosa
- Instituto Tecnológico Superior de Zacapoaxtla
- Instituto Tecnológico de Zacatecas
- Universidad Autónoma Agraria Antonio Narro
- Universidade Autônoma de Guadalajara
- Universidad Autónoma do Carmen
- Universidad Autónoma Chapingo
- Universidad Autónoma de Aguascalientes
- Universidad Autónoma de Campeche
- Universidad Autónoma de Chiapas
- Universidad Autónoma de Chihuahua
- Universidad Autónoma Benito Juárez de Oaxaca
- Universidad Autónoma de Coahuila
- Universidade Autônoma da Baja California (UABC) == (http://www.uabc.mx/)
- Universidad Autónoma de Baja California Sur == (http://www.uabcs.mx/)
- Universidad Autónoma de Ciudad Juárez
- Universidad Autónoma de Durango == (http://www.uad.edu.mx/)
- Universidad Autónoma de Guerrero
- Universidad Autónoma de Nayarit
- Universidad Autónoma de Nuevo León
- Universidade Autónoma de Querétaro (UAQ)  == (http://www.uaq.mx/)
- Universidad Autónoma de San Luis Potosí
- Universidad Autónoma de Sinaloa
- Universidad Autónoma de Tamaulipas
- Universidad Autónoma de Tlaxcala
- Universidad Autónoma de Yucatán
- Universidad Autónoma de Zacatecas
- Universidad Autónoma do Estado de Hidalgo
- Universidad Autónoma do Estado de México
- Universidad Autónoma do Estado de Morelos
- Universidad de Quintana Roo
- Universidad del Caribe
- Universidad Juárez del Estado de Durango
- Universidad Juárez Autónoma de Tabasco
- Universidad Popular Autónoma do Estado de Puebla
- Benemérita Universidad Autónoma de Puebla - http://www.buap.mx/
- Universidad Veracruzana
- CINVESTAV
- COLEF
- Centro de Enseñanza Técnica Industrial
- Universidade Popular de la Chontalpa
- Instituto Tecnológico de Ciudad Juárez
- Colégio do México (COLMEX)
- Universidade de Colima
- Educación en Aguascalientes
- Centro de Investigación Científica y de Educación Superior de Ensenada
- Escuela Superior de Agricultura "Hermanos Escobar"
- Escuela Superior de Cómputo
- Escuela Superior de Economía
- Universidad fransciscana de México
- Universidad de Guadalajara
- Universidade de Guanajuato
- Universidad Autónoma de Guerrero
- ITESO
- Universidad del Istmo (México)
- Instituto Tecnológico de La Paz
- Universidad Loyola del Pacífico
- Universidad del Valle de México
- Instituto Tecnológico de Minatitlán
- Universidad de Montemorelos
- Instituto Tecnológico de Ocotlán
- Instituto Tecnológico de Pinotepa
- Instituto Tecnológico de Querétaro
- Universidad La Salle, A. C.
- Instituto Tecnológico de Saltillo
- Instituto Tecnológico de San Luis Potosí
- Instituto Tecnológico de Tehuacán
- Instituto Tecnológico de Tepic
- Instituto Tecnológico de Tuxtepec
- Universidad La Salle (México)
- Universidad Linda Vista
- Universidad Mexicana del Noreste
- Universidad Michoacana de San Nicolás de Hidalgo
- Universidad Politécnica del Valle de México
- Universidad Tecnológica Metropolitana (México)
- Universidad Tecnológica de México
- Universidad Tecnológica de la Zona Metropolitana de Guadalajara
- Universidad de Sonora
- Universidad de las Américas, Puebla
- Universidades de México
- Universidad de Ocidente
- Universidade Tecnológica de Tamaulipas Norte
- Centro de Estudios Universitarios Xochicalco (Xochicalco)
- Cetys Universidad (CETYS) CETYS
- Universidade Cristóbal Colón (Veracruz)]] (UCC)
- Universidade Mundo Maya (UMMA)
- Universidade Panamericana
- Universidade de Oriente]]
- Universidade Intercontinental
- Universidade Iberoamericana (UIA)
- Universidade Iberoamericana Puebla (UIA Puebla)
- Universidade Lasallista Benavente (ULSAB)
- Universidade ETAC
- Universidade Quetzalcoatl de Irapuato
- Universidade España (UNES)
- Universidade TecMilenio UTM
- Universidade Anáhuac do Norte
- Universidade Anáhuac do Sur
- Universidade do Norte
- Universidade Alfonso Reyes, San Nicolás de los Garza, Nuevo León e sua área metropolitana
- Westhill University México
- Universidade Regiomontana (UR)
- Universidade Metropolitana de Monterrey
- Universidad de Ixtlahuaca CUI
- Escola Bancaria e Comercial
- WEFIS Escola de cinema e animação 3D
- Centro Eleia Actividades Psicológicas
- Centro de Estudios de Diseño de Monterrey